# Monasterio Patriarcal de Santa Trinidad

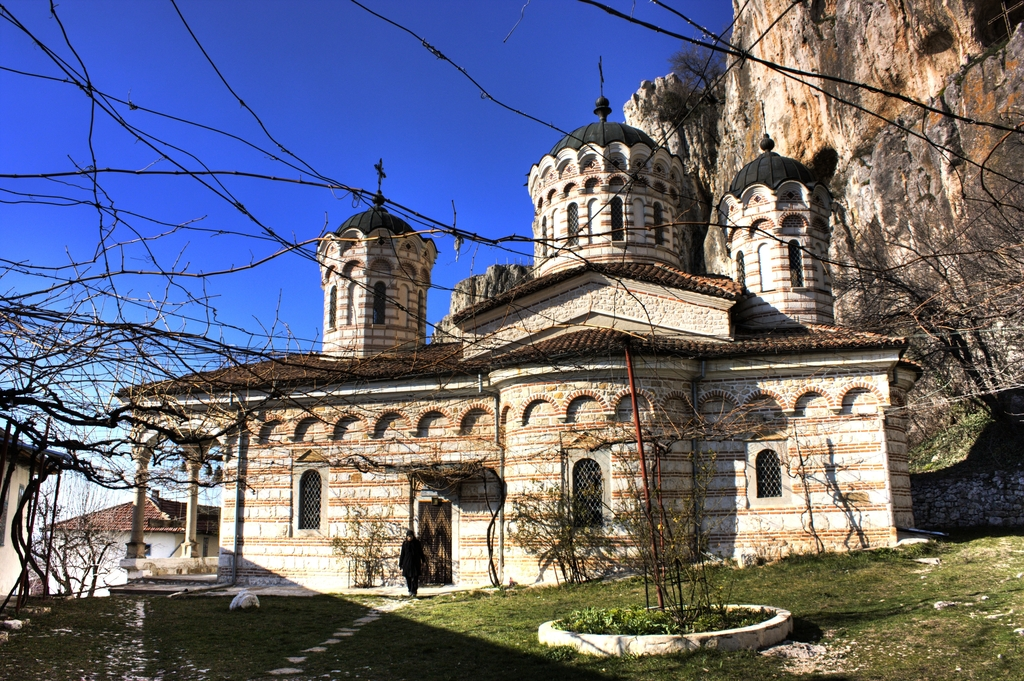
Monasterio Patriarcal de Santa Trinidad

El Monasterio Patriarcal de Santa Trinidad (en búlgaro: Патриаршески манастир „Света Троица“, Patriarsheski manastir „Sveta Troitsa“) es un monasterio ortodoxo búlgaro en las proximidades de Veliko Tarnovo, Bulgaria. Fundada en la Edad Media, fue reconstruida en 1847 y nuevamente a mediados del siglo XX.
Según algunos datos, el monasterio de «Santa Trinidad» fue fundado en 1070. Otra teoría considera más probable que su fundación estuviera relacionada con el Patriarca Eutimio de Tarnovo (1325 - 1403) y con el apoyo del zar Iván Shishman (que reinó desde 1371 hasta 1395); de ahí su nombre, Monasterio "Patriarsheski" (del Patriarca) o "Shishmanov" (de Shishman).
El monasterio fue la sede de la Escuela literaria de Tarnovo, en el periodo en el que Eutimio era todavía abad. El auge del monasterio continuó después de 1375, cuando Eutimio fue elegido Patriarca.
La Iglesia del monasterio fue construida en 1847 por Kolyu Ficheto (uno de los constructores más famosos del Renacimiento nacional búlgaro) y fue hermosamente pintada con murales. 
Zahari Zograf (famoso artista y pintor búlgaro, representante de la Escuela de Arte de Samokov) pintó los grandes iconos de la Virgen María, Juan el Bautista, Cristo Todopoderoso, Santa Trinidad y otros.
En 1913 la iglesia fue destruida por un terremoto. Se salvaron algunos iconos antiguos, incluyendo el icono del templo de la “Santísima Trinidad”, de 1708.
La iglesia tiene una capilla subterránea y en las rocas hay cuevas que sirvieron de celdas y capillas durante la Edad Media.
En el altar y el atrio de la iglesia se descubrieron monumentos romanos con inscripciones de Nicópolis ad Istrum.
El monasterio fue reconstruido en su aspecto actual en 1927.
El monasterio fue de monjes hasta 1946; cuando llegaron las primeras mujeres, éstas vivían en los edificios agrícolas. Ahora es convento de monjas.